# Hypocacculus biskrensis
Hypocacculus biskrensis är en skalbaggsart som först beskrevs av Sylvain Auguste de Marseul 1876.  Hypocacculus biskrensis ingår i släktet Hypocacculus och familjen stumpbaggar. Inga underarter finns listade i Catalogue of Life.